# Городская усадьба Шувалова-Голицыных
Городская усадьба Шувалова-Голицыных — комплекс исторических зданий в Москве. Объект культурного наследия народов РФ федерального значения.

## Географическое расположение
Городская усадьба Шувалова-Голицыных находилась по адресу: Центральный административный округ, улица Покровка, дом 38А. Район Басманный.

## История
В 1780 году создано Главное здание городской усадьбы по инициативе Ивана Ивановича Шувалова. Он был фаворитом при дворе императрицы Елизаветы Петровны. При восхождении на трон Екатерины II покинул территорию. В 1780-е года вернулся и стал жить в Москве. Позднее Иван Шувалов купил владение и по проекту архитектора, который придумал план здания, соорудил главное здание. Однако Иван Шувалов не проживал в усадьбе. После постройки он вернулся в Санкт-Петербург в должности обер-камергера и скончался в 1797 году. Напоследок, оставив именние куратору МГУ, Фёдору Николаевичу Голицыну, который приходился первом хозяину племянником. Семью, владевших территорией до 1917 года прозвали «Голицыны с Покровки».

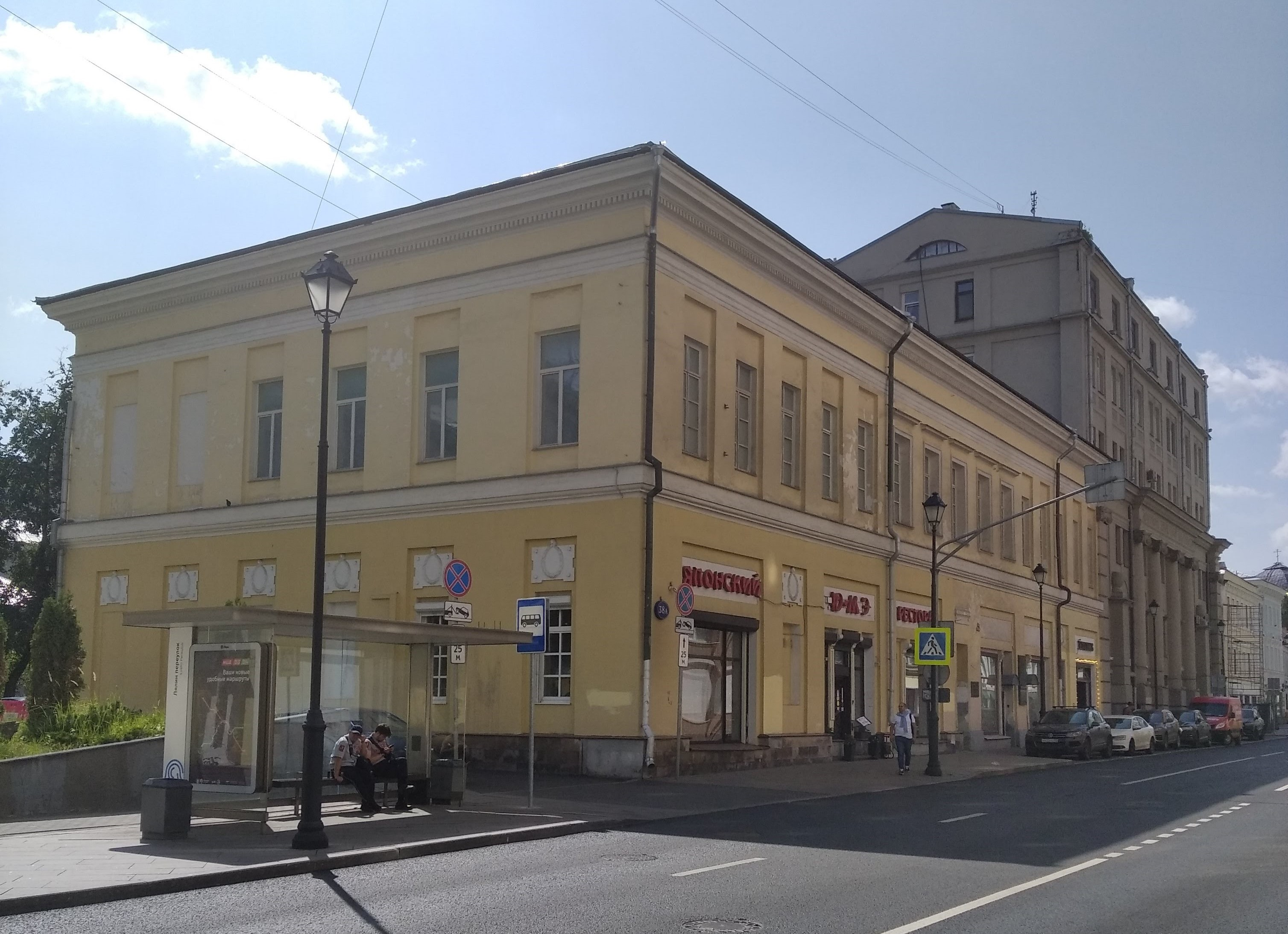
Современный вид (2024)

В 1812 году усадьба не пострадала от пожара, здесь поселился маршал из армии Наполеона. В 1880 году флигели отданы в аренду для американской компании, производящей швейные машины «Зингер», разместившей здесь свои конторы. В 1887 году Голицыны реконструировали первый этаж дома для магазинов, второй же отдали для гимназии Л. Н. Валицкой. В 1914 году Ф. Л. Контрима один из флигелей переделали в доходный дом. В 1917 году Голицыных лишили их усадьбы.

## Архитектура
Первоначальный архитектор неизвестен, по мнению некоторых итальянец. Выдержено в стиле ранний классицизм. Со стороны улицы — это двухэтажный особняк и ротонда в середине. Если смотреть со двора, то это четырёхэтажный особняк, совмещённым с антресолями и полуэтажами. Во дворовом помещении располагались амбар, конюшни, широко развернувшийся сад, сараи и три каменных флигеля. Внутри здания возвышалась парадная лестница, ведущая в анфиладу, в которой находилось работы мастеров скульптуры и живописи. К примеру, портрет Пётра I, Елизаветы Петровны, также Екатерины II.

## Известные люди
В главном доме родился и жил князь Владимир Михайлович Голицын, ставший впоследствии гражданским губернатором Москвы и городским головой города. Также здесь проживал Сергей Михайлович Голицын, прославившийся по произведение «Записки уцелевшего».

## Оценки
Городская усадьба Шувалова-Голицыных помещена в альбом партикулярных строений М. Ф. Казакова.